# Сан-Карлос-Минас
Сан-Карлос-Минас (исп. San Carlos Minas) — посёлок и муниципалитет в департаменте Минас провинции Кордова (Аргентина), административный центр департамента.

## История
Индейцы жили здесь ещё до прихода испанцев. Европейские поселенцы основали здесь населённый пункт, который назывался Санкала или Сан-Кала. Наличие в этих местах залежей золота, серебра и свинца привлекало людей, и поселение росло и развивалось.
8 января 1841 года здесь произошло кровопролитное сражение между силами Анхеля Пачеко и Хосе Марии Вилелы. Так как после этого сражения посёлок оказался переполнен трупами, местные жители предпочли оставить его и переселиться на новое место, немного в стороне. Новое поселение получило название «Сан-Карлос», что, судя по всему, является искажением названия «Сан-Кала». В 1850 году был образован департамент Минас, и Сан-Карлос стал его административным центром.